# August Grosse
August Grosse (1825 – 1902) war ein deutscher Theaterleiter und -intendant.

## Leben
August Grosse eröffnete das Theater in Basel, war als Theaterleiter und -intendant sieben Jahre in Görlitz, vier Jahre in Chemnitz, leitete die Theater in Neustrelitz, Sondershausen, Rudolstadt und Posen, das erst gebaut und dann durch ihn eröffnet wurde. Danach ging er als Nachfolger von Moritz Krüger (mit dem er persönlich befreundet war) ans Theater Augsburg. Grosse schloss seinen Vertrag für Augsburg telegrafisch ab, auch auf ausdrückliche schriftliche Empfehlung von Ernst Possart. Zum Ende der Saison 1882 gab er die Leitung auf Grund finanzieller Schwierigkeiten an Louis Ucko ab.